# Wildsteig
Wildsteig är en kommun och ort i Landkreis Weilheim-Schongau i Regierungsbezirk Oberbayern i förbundslandet Bayern i Tyskland.
Kommunen ingår i kommunalförbundet Steingaden tillsammans med kommunerna Prem och Steingaden.